# Прокл (Хазов)
Митрополи́т Прокл (в миру Никола́й Васи́льевич Ха́зов; 10 октября 1943, Ленинград — 23 марта 2014, Ульяновск) — епископ Русской православной церкви; митрополит Симбирский и Новоспасский, глава Симбирской митрополии.
Тезоименитство — 20 ноября (3 декабря) (святителя Прокла, архиепископа Константинопольского).

## Биография
Родился 10 октября 1943 года в блокадном Ленинграде в семье служащих. Отец — Василий Филиппович Хазов, Мать — Анна Михайловна Хазова.
Воспитанием Николая в детстве занимались глубоко верующие дедушка и бабушка, которые проживали в Вырице, в 60-ти километрах от Ленинграда. Именно туда Колю часто отвозили на лето. Свои религиозные чувствования и убеждения он получил благодаря бабушке, Марии Георгиевне, которая была духовной дочерью ныне прославленного в лике святых старца Серафима Вырицкого, духовно окормлялась у него.
Окончил Ленинградский техникум лёгкой промышленности.
C 1964 по 1967 год служил в Советской Армии. После увольнения в запас работал по гражданской специальности.
В это время часто посещал Псково-Печерский монастырь, бывал в разных храмах Ленинградской и Новгородской области.
В 1970 году поступает во второй класс Ленинградской духовной семинарии, затем в Ленинградскую духовную академию. Во время обучения в Семинарии становится иподиаконом митрополита Ленинградского и Новгородского Никодима (Ротова).
5 января 1973 года митрополитом Никодимом (Ротовым) пострижен в монашество с наречением имени Прокл, в честь святителя Прокла, архиепископа Константинопольского. 7 января рукоположён во иеродиакона, а 11 марта — во иеромонаха и назначен настоятелем Покровского храма в селе Козья Гора Ленинградской области.
С 1975 года — клирик Смоленского храма в Ленинграде.
В 1977 году окончил духовную академию со степенью кандидата богословия за работу «Евангелие как основа нравственной жизни для христианина».
С 1977 по 1983 год — настоятель Спасо-Преображенского собора в Выборге.
К Пасхе 1978 года возведён в сан игумена.
В 1983 году назначен настоятелем собора в честь Рождества Пресвятой Богородицы в городе Новая Ладога.

### Архиерейство
10 сентября 1987 года Священный Синод согласно прошению митрополита Ленинградского Алексия (Ридигера) определил архимандриту Проклу быть епископом Тихвинским, викарием Ленинградской епархии.
12 сентября 1987 года возведён в сан архимандрита.
Епископская хиротония состоялась 18 октября 1987 года в Троицком соборе Александро-Невской Лавры. Хиротонию возглавил митрополит Ленинградский и Новгородский Алексий (Ридигер).
Принял участие в прошедших с 15 по 17 сентября 1988 года официальных торжествах в Ульяновске, посвящённых 1000-летию крещения Руси.
13 сентября 1989 года решением Священного Синода назначен епископом Ульяновским и Мелекесским. Стал первым за 30 лет епископом на Ульяновской кафедре; ранее епархия временно управлялась Куйбышевскими архиереями.
По воспоминаниям протоиерея Алексия Скалы, поехавшего с ним из Ленинграда в Ульяновск: «Нас, уезжавших на Волгу из Питера, называли тогда „владыка Прокл и проклятые дети“ — все понимали прекрасно, что нас здесь ожидает… В Ульяновской епархии было всего девять храмов — два в Ульяновске и семь по области. Когда мы приехали в этот „большевистский Вифлеем“, было все скудно и страшно, но с чего-то надо было начинать. Епархиальное управление располагалось в крохотной комнатке в подвале Неопалимовского храма. <…> От местных храмов не осталось даже руин, и восстанавливать было нечего». Первые полтора года жил на 19-м этаже гостиницы «Венец», а для разъездов по храмам ему приходилось вызывать такси. Разослал по храмам письма, запрещающие настоятелям представлять в райисполкомы и уполномоченному Совета по делам религий сведения о финансовых поступлениях и обрядности среди верующих.
С ноября 1994 года по июль 1995 года временно управлял Саратовской епархией.
25 февраля 1998 года Патриархом Алексием II возведён в сан архиепископа.
17 июля 2001 года Священный Синод Русской православной церкви определил «преосвященным Ульяновским титуловаться Симбирский и Мелекесский, епархии именоваться Симбирская и Мелекесская».
Решением Священного Синода от 26 июля 2012 года архиепископу Проклу присвоен титул Симбирский и Новоспасский, он назначен главой новообразованной Симбирской митрополии и временным управляющим Мелекесской епархией (управлял ею до 19 мая 2013).
1 августа 2012 года на соборной площади Серафимо-Дивеевского монастыря Патриархом Кириллом возведён в сан митрополита.
Скончался в ночь с 23 на 24 марта в Ульяновске на 71-м году жизни. Причиной смерти стал обширный инфаркт.
Похоронен в склепе под алтарём Спасо-Вознесенского собора.

## Награды

### Светские
- Орден Почёта (2004 год)
- Орден Дружбы (1998 год)
- Почётный гражданин Ульяновской области (2000 год)[9]

### Церковные
- Орден святого равноапостольного великого князя Владимира III степени
- Орден преподобного Сергия Радонежского II степени (2003 год)
- Орден святого преподобного Серафима Саровского II степени (2007 год)[10]
- Орден святого благоверного князя Даниила Московского II степени (2013 год)[11]
- Орден «Алгыс» (2013 год, Казахстанский митрополичий округ)[12]